# ダラト旗
ダラト旗（ダラトき、モンゴル語：ᠳᠠᠯᠠᠳ
ᠬᠣᠰᠢᠭᠤ　Dalad qosiɣu）は、中華人民共和国内モンゴル自治区オルドス市に位置する旗。
オルドス高原北部、黄河南岸に位置する。東はジュンガル炭田に隣接しており、周辺に炭田が多い。黄河が通っているためこの地は有名な農業生産地区となっている。長年にわたる移民で漢族が主要民族となっている。

## 行政区画
- ジュール・ゴドムジ（街道）
  - ウイルドブリーン・ジュール・ゴドムジ（工業街道）
  - 昭君街道
  - シン・ジュール・ゴドムジ（錫尼街道）
  - チャガーン・ソブラグ・ジュール（白塔街道）
  - 西園街道
  - 平原街道
- バルガス（鎮）
  - シャグジャモニ・バルガス（樹林召鎮）
  - ジグスタイ・バルガス（吉格斯太鎮）
  - 白泥井鎮
  - ワングン・ジョー・バルガス（王愛召鎮）
  - 昭君鎮
  - エンフバイ・バルガス（恩格貝鎮）
  - 中和西鎮
  - 風水梁鎮
- ソム（蘇木）：ザンダンジョー・ソム（展旦召蘇木）